# Bataille de Westkapelle
Ne doit pas être confondu avec bataille de la chaussée de Walcheren.
La bataille de Westkapelle est une bataille qui a eu lieu le 4 juillet 1253 à Westkapelle entre le comté de Hollande et celui de Flandre. 

## Contexte historique
La Zélande a longtemps été contestée par les comtes de Flandre et de Hollande. En 1012, l'empereur Henri II a octroyé les Îles de Zélande et la région qui devint plus tard les Vier Ambachten (Quatre-Métiers), à Baudouin IV. Cependant, en raison de la Querelle des Investitures, la région est acquise au comte de Hollande, comme fief de Flandre, à partir de 1076. Cette situation conduisit à plusieurs escarmouches entre les deux comtés. Le traité de Bruges (nl) de 1167 stipulait que la Zeeland Bewestenschelde était gouvernée comme un condominium, avec une souveraineté partagée par la Flandre et la Hollande.
Gui de Dampierre et ses demi-frères Jean et Baudoin d'Avesnes sont impliqués dans la Guerre de Succession de Flandre et du Hainaut. En juillet 1246, Guillaume III de Dampierre, est reconnu de jure, héritier de la Flandre par une sentence arbitrale de Louis IX et de l'évêque Odo van Tusculum, tandis que le Hainaut est assigné à Jean d'Avesnes, fils aîné du premier mariage de Marguerite de Constantinople. Cependant, Guillaume meurt le 5 mai 1251, des blessures subies lors d'une joute à Trazegnies. Son frère cadet, Gui de Dampierre, deuxième fils de la même comtesse régnante Marguerite de Constantinople, était donc héritier du trône de Flandre. Cependant, en 1248, Louis IX s'embarque pour la Septième croisade dont il ne revient qu'en 1254. Jean d'Avesnes a entre-temps compris que sa mère ne lui céderait pas le Hainaut et s'est révolté contre elle. Il a trouvé un allié en la personne du comte Guillaume II dont il avait épousé la sœur, Adélaïde de Hollande. 
Pour Guillaume II, cette alliance avec la Maison d'Avesnes était l'occasion d'obtenir la domination sur la Zeeland Bewestenschelde. Un conflit survint quand, à partir de 1248, devenu roi du Saint Empire romain germanique, il refusa de rendre hommage à Marguerite de Constantinople. Depuis son couronnement, une situation étrange était apparue : Guillaume était homme lige de Marguerite parce qu'il avait la Zeeland Bewestenschelde, fief mouvant de la Flandre, parmi ses terres ; mais en tant que roi, il était le suzerain de Marguerite pour le Hainaut. Inversement, celle-ci refusa également de lui rendre hommage en tant que roi. 
À la Diète en 1252, Guillaume déclara les fiefs allemands de Marguerite caducs et en attribua la majeure partie à son beau-frère Jean d'Avesnes. Il garda la Zeeland Bewestenschelde pour lui-même sous forme d'un fief impérial direct. En réponse, Marguerite commença à rassembler une grande armée composée d'alliés de Bourgogne, du Poitou, de France, de Picardie et du Hainaut et de mercenaires, puis demanda à Guillaume de lui rendre hommage. Selon Jacques De Meyer, il aurait refusé sous les mots « Est-ce que moi, Seigneur suprême de l'Allemagne, vais-je jurer allégeance à un autre à cause de biens appartenant à l'empire ? Jamais je ne me laisserai couvrir d'une telle disgrâce ! Marguerite est ma vassale et elle le restera. »
Marguerite usa d'un subterfuge : pendant que le duc Henri III de Brabant organisait une conférence de paix à Anvers et y retenait Guillaume, Marguerite préparait l'attaque avec ses fils Gui et Jean de Dampierre.

## La bataille
Selon Melis Stoke, Gui et Jean de Dampierre embarquèrent une armée de chevaliers et d'hommes d'armes à partir de Waterdunen (qui sera bien plus tard engloutie par les flots). Les préparatifs furent tellement importants que les hommes de Guillaume II eurent suffisamment de temps pour se préparer et se regrouper. Cette opération a été soutenue par, entre autres, Thierry V de Clèves. 
Finalement, les Flamands se rendirent à Walcheren et débarquèrent à Westkapelle. Melis Stoke raconte dans sa Rijmkroniek (nl) que Floris de Voogd, frère de Guillaume II, a été fait chevalier dès que l'ennemi fut en vue, probablement pour remonter le moral des troupes. Les Flamands étaient attendus par une armée zélando-hollandaise sous le commandement de Floris de Voogd et Thierry V de Clèves.
Le premier navire avait à son bord des chevaliers flamands et français, au lieu des archers habituels qui pouvaient alors couvrir de leurs tirs les chevaliers. Mais avant même que les chevaliers n'aient pu débarquer leurs chevaux, ils furent attaqués. Cet assaut contraignit les chevaliers à se battre à pied et ils n'eurent aucune possibilité de s'organiser en formation de combat. Le combat tourna court et presque tous les Flamands ont été soit tués soit capturés. Gui et Jean de Dampierre ont été tous deux faits prisonniers. Gui souffrait de blessures aux deux jambes et a continué à boiter tout le reste de sa vie, tandis que Jean a perdu un œil.
Guillaume II aurait été informé de l'attaque à Anvers. Il arriva sur le champ de bataille à la fin des combats, ou peu de temps après. Le comte de Guisnes se rendit dès qu'il apprit que Guillaume II était arrivé avec ses troupes à Walcheren. Les prisonniers ont dû remettre leurs armes et se déshabiller avant d'être libérés. Une rançon devait être payée pour les nobles. Gui et Jean ont été libérés contre paiement d'une somme importante.

## Conséquences
La bataille a été l'une des pires défaites qu'une armée flamande ait jamais subie. Un armistice est signé en juillet 1255, suivi d'une paix après la mort de Guillaume II, le 28 janvier 1256 en Frise occidentale, après la décision du Dit de Péronne, arbitrage mené sous l'égide du roi Louis IX. Le comte hollandais devait toujours rendre hommage au comte flamand pour la Zeeland Bewestenschelde, mais ce n'était plus un condominium. La moitié des revenus initialement alloués au comte flamand revenait désormais à Floris de Voogd, qui était régent de Florent V de Hollande. Lorsque Jean d'Avesnes mourut en 1257, l'ensemble de la situation ressemblait à une victoire pour Marguerite dans la guerre de succession de Flandre et du Hainaut. Cependant, le fardeau de la dette du gouvernement flamand a augmenté à un tel point que les villes ont reçu plus de privilèges en échange de capitaux.
L'intention de Marguerite était que la Zélande devienne un comté séparé sous Floris de Voogd, dépendant de la Flandre. Mais ce dernier, cependant, mourut dans un tournoi en 1258, ce qui provoqua le retour à l'ancienne situation conflictuelle, au grand dam de la Flandre. Cela s'est renforcé lorsque Florent de Hainaut est devenu stathouder de Zélande en 1272. En 1290, cela aboutit à l'emprisonnement de Florent V de Hollande par Gui de Dampierre lors des pourparlers de paix à Biervliet à l'initiative du duc Jean Ier de Brabant. Florent n'a été libéré qu'après avoir promis un prêt pour la Zélande et le paiement d'une estimation. Finalement, il a ignoré les engagements pris, à l'exception du versement déjà effectué.
La bataille fait 20 000 morts, Guy et Jean de Dampierre ainsi que la noblesse sont faits prisonniers